# Campeonato Europeo de Atletismo de 1971
El X Campeonato Europeo de Atletismo se celebró en Helsinki (Finlandia) entre el 10 y el 15 de agosto de 1971 bajo la organización de la Asociación Europea de Atletismo (EAA) y la Federación Finlandesa de Atletismo. 
Las competiciones se realizaron en el Estadio Olímpico de la capital finlandesa.

## Resultados

### Masculino
| Evento             | Oro                                                                                               | Plata                                                                                 | Bronce                                                                                   |
| ------------------ | ------------------------------------------------------------------------------------------------- | ------------------------------------------------------------------------------------- | ---------------------------------------------------------------------------------------- |
| 100 m              | Valeri Borzov Unión Soviética 10,3                                                                | Gerhard Wucherer Alemania Occidental 10,5                                             | Vassilios Papageorgopoulos · Grecia · 10,6                                               |
| 200 m              | Valeri Borzov Unión Soviética 20,                                                                 | Franz-Peter Hofmeister Alemania Occidental 20,7                                       | Jörg Pfeifer República Democrática Alemana 20,7                                          |
| 400 m              | David Jenkins Reino Unido 45,5                                                                    | Marcello Fiasconaro · Italia · 45,5                                                   | Jan Werner · Polonia · 45,6                                                              |
| 800 m              | Evgeni Arzhanov Unión Soviética 1:45,6                                                            | Dieter Fromm República Democrática Alemana 1:46,0                                     | Andrew Carter Reino Unido 1:42,2                                                         |
| 1.500 m            | Francesco Arese · Italia · 3:38,4                                                                 | Henryk Szordykowski · Polonia · 3:38,7                                                | Brendan Foster Reino Unido 3:39,4                                                        |
| 5.000 m            | Juha Väätäinen · Finlandia · 13:32,6                                                              | Jean Wadoux Francia 13:33,6                                                           | Harald Norpoth Alemania Occidental 13:33,8                                               |
| 10.000 m           | Juha Väätäinen · Finlandia · 27:52,8                                                              | Jürgen Haase República Democrática Alemana 27:53,4                                    | Rashid Sharafetdinov Unión Soviética 27:56,4                                             |
| 110 m vallas       | Frank Siebeck República Democrática Alemana 14,0                                                  | Alan Pascoe Reino Unido 14,1                                                          | Lubomír Nádeníček Checoslovaquia 14,3                                                    |
| 400 m vallas       | Jean-Claude Nallet Francia 49,2                                                                   | Christian Rudolpf República Democrática Alemana 49,3                                  | Dmitri Stukalov Unión Soviética 50,0                                                     |
| 3.000 m obstáculos | Jean-Paul Villain Francia 8:25,2                                                                  | Dušan Moravčík Checoslovaquia 8:26,2                                                  | Pavel Sisoyev Unión Soviética 8:26,4                                                     |
| 20 km marcha       | Nikolái Smaga Unión Soviética 1:27:20                                                             | Gerhard Sperling República Democrática Alemana 1:27:29                                | Paul Nihill Reino Unido 1:27:34                                                          |
| 50 km marcha       | Veniamin Soldatenko Unión Soviética 4:02:22                                                       | Christoph Höhne República Democrática Alemana 4:04:45                                 | Peter Selzer República Democrática Alemana 4:06:11                                       |
| Maratón            | Karel Lismont · Bélgica · 2:13:09                                                                 | Trevor Wright Reino Unido 2:13:59                                                     | Ron Hill Reino Unido 2:14:34                                                             |
| Salto de altura    | Kestutis Sapka Unión Soviética 2,20 m                                                             | Csaba Dosa · Rumania · 2,20 m                                                         | Rustam Akhmetov Unión Soviética 2,20 m                                                   |
| Salto con pértiga  | Wolfgang Nordwig República Democrática Alemana 5,35                                               | Kjell Isaksson · Suecia · 5,30                                                        | Renato Dionisi · Italia · 5,30                                                           |
| Salto de longitud  | Max Klauss República Democrática Alemana 7,98                                                     | Igor Ter-Ovanesian Unión Soviética 7,91                                               | Stanislaw Szudrowicz · Polonia · 7,87                                                    |
| Salto triple       | Jörg Drehmel República Democrática Alemana 17,16                                                  | Viktor Saneyev Unión Soviética 17,10                                                  | Carol Corbu · Rumania · 16,87                                                            |
| Peso               | Hartmut Briesenick República Democrática Alemana 21,08                                            | Heinz-Joachim Rothenburg República Democrática Alemana 20,47                          | Władysław Komar · Polonia · 20,04                                                        |
| Disco              | Ludvík Daněk Checoslovaquia 63,90                                                                 | Lothar Milde República Democrática Alemana 61,62                                      | Géza Fejér · Hungría · 61,54                                                             |
| Martillo           | Uwe Beyer Alemania Occidental 72,36                                                               | Reinhard Theimer República Democrática Alemana 71,80                                  | Anatoli Bondarchuk Unión Soviética 71,40                                                 |
| Jabalina           | Janis Lusis Unión Soviética 90,68                                                                 | Janis Donins Unión Soviética 85,30                                                    | Wolfgang Hanisch República Democrática Alemana 84,22                                     |
| 4 x 100 m          | Checoslovaquia 39,3 Ladislav Kříž Juraj Demeč Jiří Kynos Luděk Bohman                             | Polonia · 39,7 · Gerard Gramse · Tadeusz Cuch · Zenon Nowosz · Marian Dudziak         | Italia · 39,8 · Vincenzo Guerini · Pietro Mennea · Pasqualino Abeti · Ennio Preatoni     |
| 4 x 400 m          | Alemania Occidental 3:02,9 Horst-Rüdiger Schlöske Thomas Jordan Martin Jellinghaus Hermann Köhler | Polonia · 3:03,6 · Andrzej Badeński · Jan Balachowski · Waldemar Korycki · Jan Werner | Italia · 3:04,6 · Lorenzo Cellerino · Giacomo Puosi · Sergio Bello · Marcello Fiasconaro |
| Decatlón           | Joachim Kirst República Democrática Alemana 8.196 pts.                                            | Lennart Hedmark · Suecia · 8.038 pts.                                                 | Hans-Joachim Walde Alemania Occidental 7.951 pts.                                        |

### Femenino
| Evento            | Oro                                                                                      | Plata                                                                                   | Bronce                                                                                        |
| ----------------- | ---------------------------------------------------------------------------------------- | --------------------------------------------------------------------------------------- | --------------------------------------------------------------------------------------------- |
| 100 m             | Renate Stecher República Democrática Alemana 11,4                                        | Ingrid Mickler-Becker Alemania Occidental 11,5                                          | Elfgard Schittenhelm Alemania Occidental 11,5                                                 |
| 200 m             | Renate Stecher República Democrática Alemana 22,7                                        | Györgyi Balogh · Hungría · 23,3                                                         | Irena Szewińska · Polonia · 23,3                                                              |
| 400 m             | Helga Seidler República Democrática Alemana 52,1                                         | Inge Bödding Alemania Occidental 52,9                                                   | Ingelore Lohse República Democrática Alemana 52,9                                             |
| 800 m             | Vera Nikolić Yugoslavia 2:00,0                                                           | Pat Lowe Reino Unido 2:01,7                                                             | Rosemary Stirling Reino Unido 2:02,1                                                          |
| 1.500 m           | Karin Burneleit República Democrática Alemana 4:09,6                                     | Gunhilde Hoffmeister República Democrática Alemana 4:10,3                               | Ellen Tittel Alemania Occidental 4:10,4                                                       |
| 100 m vallas      | Karin Balzer República Democrática Alemana 12,9                                          | Annelie Ehrhardt República Democrática Alemana 13,0                                     | Teresa Sukniewicz · Polonia · 13,2                                                            |
| Salto de altura   | Ilona Gusenbauer · Austria · 1,87 m                                                      | Cornelia Popescu · Rumania · 1,85 m                                                     | Barbara Inkpen Reino Unido 1,85 m                                                             |
| Salto de longitud | Ingrid Mickler-Becker Alemania Occidental 6,76                                           | Meta Antenen · Suiza · 6,73                                                             | Heide Rosendahl Alemania Occidental 6,66                                                      |
| Peso              | Nadezhda Chizhova Unión Soviética 20,16                                                  | Marita Lange República Democrática Alemana 19,25                                        | Margitta Gummel República Democrática Alemana 19,22                                           |
| Disco             | Faina Melnik Unión Soviética 64,22                                                       | Liesel Westermann Alemania Occidental 61,68                                             | Liudmila Muraviova Unión Soviética 59,48                                                      |
| Jabalina          | Daniela Jaworska · Polonia · 61,00                                                       | Ameli Koloska Alemania Occidental 59,40                                                 | Ruth Fuchs República Democrática Alemana 59,16                                                |
| 4 x 100 m         | Alemania Occidental 43,3 Elfgard Schittenhelm Inge Helten Annegret Irrgang Ingrid Becker | República Democrática Alemana 43,6 Karin Balzer Renate Stecher Petra Vogt Ellen Streidt | Unión Soviética 44,5 Lyudmila Zharkova Galina Bukharina Marina Sidorova Nadezhda Besfamilnaya |
| 4 x 400 m         | República Democrática Alemana 3:29,3 Ingelore Lohse Helga Seidler Monika Zehrt           | Alemania Occidental 3:33,0 Christel Frese Hildegard Falck Inge Bödding                  | Unión Soviética 3:34,1 Vera Popkova Nadezhda Kolesnikova Natalya Chistyakova                  |
| Pentatlón         | Heide Rosendahl Alemania Occidental 5.299 pts.                                           | Burglinde Pollak República Democrática Alemana 5.275 pts.                               | Margrit Herbst República Democrática Alemana 5.179 pts.                                       |

## Medallero
| Núm. | País           | Oro | Plata | Bronce | Total |
| ---- | -------------- | --- | ----- | ------ | ----- |
| 1    | RDA            | 12  | 13    | 7      | 32    |
| 2    | URSS           | 9   | 3     | 8      | 20    |
| 3    | RFA            | 5   | 7     | 5      | 17    |
| 4    | Checoslovaquia | 2   | 1     | 1      | 4     |
| 5    | Francia        | 2   | 1     | 0      | 3     |
| 6    | Finlandia      | 2   | 0     | 0      | 2     |
| 7    | Reino Unido    | 1   | 3     | 6      | 10    |
| 8    | Polonia        | 1   | 3     | 5      | 9     |
| 9    | Italia         | 1   | 1     | 3      | 5     |
| 10   | Austria        | 1   | 0     | 0      | 1     |
| 10   | Bélgica        | 1   | 0     | 0      | 1     |
| 10   | Yugoslavia     | 1   | 0     | 0      | 1     |
| 13   | Rumania        | 0   | 2     | 1      | 3     |
| 14   | Suecia         | 0   | 2     | 0      | 2     |
| 15   | Hungría        | 0   | 1     | 1      | 2     |
| 16   | Suiza          | 0   | 1     | 0      | 1     |
| 17   | Grecia         | 0   | 0     | 1      | 1     |
|      | TOTAL          | 38  | 38    | 38     | 114   |